# آمالوسیا
آمالوسیا (نام علمی: Amalosia) نام یک سرده از فروراسته گکووارگان است.